# Zeitreise
Als Zeitreise bezeichnet man in der Physik und der Science-Fiction eine Bewegung in der Zeit, die vom gewöhnlichen gerichteten Zeitablauf abweicht, bzw. auch eine Bewegung durch die Zeit. Mittels der Relativitätstheorie sind Szenarien beschreibbar, in denen durch den Effekt der Zeitdilatation „Reisen“ in die Zukunft stattfinden. Dass hingegen auch Reisen in die Vergangenheit, wie sie in vielen Werken der Science-Fiction beschrieben werden, überhaupt physikalisch, logisch oder metaphysisch möglich seien, wird vielfach bezweifelt und es gibt dafür keine empirische Evidenz.
Bei jeglichen Gedankenspielen über „Zeitreisen“ muss man strikt zwischen Hypothesen der theoretischen Physik und faktischen Ursache-Wirkungs-Zusammenhängen unserer Umwelt unterscheiden: Eine Umkehr der Zeitrichtung eines einzelnen isolierten Vorganges – sprich, von einer Wirkung zurück zur Ursache – mag eines Tages möglich sein, da sie sich theoretisch aus einigen Modellen der Physik ergibt. Das hat jedoch nichts mit der Vorstellung zu tun, dass komplexe makroskopisch wechselwirkende Systeme (wie etwa Lebewesen) tatsächlich in die Vergangenheit reisen könnten. Der „Zeitpfeil“ kann nur in eine Richtung laufen, die Vergangenheit ist definitionsgemäß vergangen und die Zukunft existiert noch nicht.

## Zeitreisen in der Physik
Die Relativitätstheorie Albert Einsteins bietet verschiedene Möglichkeiten für Zeitreisen:

### Reisen in die Zukunft
Verlässt man mit einem extrem schnellen (einige Prozent der Lichtgeschwindigkeit) Raumschiff die Erde und kehrt nach Ablauf einer bestimmten Reisedauer wieder zurück, ist auf der Erde ein merklich längerer Zeitraum verstrichen als an Bord des Raumschiffes. Die Ursache dafür ist die Zeitdilatation, die nach der speziellen Relativitätstheorie von Albert Einstein bei derartig hohen Geschwindigkeiten auftritt. Der genaue Ablauf einer solchen Zeitreise ist unter Zwillingsparadoxon beschrieben. Ein praktisches Experiment hierzu ist das Hafele-Keating-Experiment mit Atomuhren an Bord eines kommerziellen Linienflugzeugs.
Bei hinreichend großer Reisegeschwindigkeit und Beschleunigung wäre dabei im Prinzip in beliebig kurzer Reisedauer für den Reisenden eine beliebig ferne Zukunft auf der Erde erreichbar. Bei einer dem Menschen zumutbaren Beschleunigung erfordert jedoch eine Zeitverschiebung von Jahren auch eine Reisezeit aus der Sicht der Raumschiffbesatzung von über einem Jahr (jeweils rund 347 Tage für Beschleunigung und Abbremsen mit 9,81 m/s²).
Für ein Objekt, das sich mit Lichtgeschwindigkeit bewegt, würde die Zeit stillstehen. Ein Photon, das sich im Vakuum bewegt, kann also theoretisch die Zeitspanne vom Beginn bis zum Ende des Universums „in einem Augenblick“ durchmessen.
Nach der allgemeinen Relativitätstheorie ist der Lauf der Zeit auch von den Gravitations- und Beschleunigungsbedingungen abhängig, denen ein System unterworfen ist. So vergeht die Zeit etwa auf einem hohen Berg geringfügig schneller als auf Meereshöhe. Dieses Phänomen ließe sich als Zeitreise in die Zukunft interpretieren, wobei nicht nur eine raschere, sondern auch eine gebremste Reise möglich ist.
Auf einem Neutronenstern kann die gravitative Zeitdilatation erheblich sein. So könnte ein hypothetischer Bewohner eines Neutronensterns eine zeitaufwändige Aufgabe in einer Umlaufbahn um den Stern erledigen, um einen Termin auf der Sternoberfläche leichter einhalten zu können. Im noch extremeren Gravitationspotential nahe dem Schwarzschildradius Schwarzer Löcher kann sich die Zeit gemäß der Allgemeinen Relativitätstheorie beliebig dehnen.

### Reisen in die Vergangenheit
Nach derzeitigem Stand der Wissenschaft ist unklar, ob Zeitreisen in die Vergangenheit theoretisch möglich sind. Bestehende Theorien, nach denen eine solche Reise möglich sei, sind spekulativ und umstritten. Unbestritten ist jedenfalls, dass die praktische Umsetzung derartiger Theorien durch den Menschen in absehbarer Zeit unmöglich ist.
Kurt Gödel entdeckte 1949, dass eine Lösung der Gleichungen der allgemeinen Relativitätstheorie, bei der das Universum rotiert, das Zurückkehren eines Objekts in seine eigene Vergangenheit ermöglicht. Ein solches Universum wird als Gödel-Universum (R-Universum) bezeichnet.
Auch wenn bewiesen werden kann, dass unser Universum nicht rotiert, zeigt das R-Universum, dass die Einsteinschen Feldgleichungen ein Universum mit geschlossenen zeitartigen Kurven zulassen. Folglich gehört das gleichförmige Vergehen der Zeit nicht zu den von vorneherein notwendigen Eigenschaften eines Universums, das den Gleichungen genügt.
Der Physiker Frank J. Tipler beschrieb 1974 mit dem Tipler-Zylinder (englisch: Tipler cylinder) eine Idee, wie eine Zeitreise in die Vergangenheit theoretisch funktionieren könnte. Die Idee basiert auf Vorarbeiten von Willem Jacob van Stockum und Cornelius Lanczos.
Die Physiker Michael S. Morris, Kip S. Thorne und Ulvi Yurtsever beschrieben 1988 dass es nach der allgemeinen Relativitätstheorie denkbar sei, dass zwei verschiedene Bereiche der Raumzeit über sogenannte Wurmlöcher miteinander verbunden sein könnten. Wenn die beiden Ausgänge eines solchen Wurmloches zwei Bereiche unterschiedlicher Zeit verbinden würden, wäre eine Zeitreise auch in die Vergangenheit möglich. Allerdings zeigen Rechnungen, dass Wurmlöcher normalerweise nicht stabil sind und so schnell zusammenbrechen, dass eine Passage nicht möglich ist. Hätte man eine hypothetische Materie mit negativer Energiedichte zur Verfügung, die sogenannte exotische Materie, so könnte man damit ein Wurmloch stabilisieren. Die dazu erforderliche Menge an exotischer Materie steht aber nach derzeitigem Wissensstand im gesamten derzeit bekannten Universum nicht zur Verfügung.
Eventuell wäre auf einer speziellen Flugbahn in der Umgebung eines hinreichend schnell rotierenden Schwarzen Loches eine Reise in die eigene Vergangenheit möglich. Derartig schnell rotierende Schwarze Löcher existieren tatsächlich, beispielsweise GRS 1915+105.
Igor Nowikow veröffentlichte in den 1980er Jahren das bislang unbewiesene Nowikow-Selbstübereinstimmungsprinzip, um die bei Zeitreisen auftretenden Paradoxa zu eliminieren.
J. Richard Gott beschrieb 1991 die Möglichkeit einer Zeitreise in die Vergangenheit in der Umgebung zweier kosmischer Strings, die hinreichend schnell aneinander vorbeifliegen. Es existieren jedoch keine Belege für die Existenz kosmischer Strings.
Stephen Hawking veröffentlichte 1992 seine bislang unbewiesene Zeitschutzvermutung (englisch: Chronology protection conjecture), wonach Zeitreisen in die Vergangenheit nicht möglich seien.
Der Physiker Ronald Mallett beschrieb 2000 die Möglichkeit einer Zeitreise in die Vergangenheit mittels eines extrem leistungsstarken Ringlasers. Spätere Berechnungen zeigten, dass die Idee praktisch nicht realisierbar ist.
Stephen Hawking hat Zeitreisende aus der Zukunft zu einer Party am 28. Juni 2009 an der Universität Cambridge eingeladen. Um sicherzustellen, dass nur echte Zeitreisende kommen, wurde die Einladung erst am Tag nach der Party veröffentlicht. Stephen Hawking betrachtet die Tatsache, dass kein Zeitreisender erschienen ist, als experimentelles Indiz dafür, dass Zeitreisen nicht möglich sind.
Nach einer sehr umstrittenen Interpretation wurde durch Superluminares Tunneln für Teilchen beziehungsweise Photonen eine Zeitumkehr erreicht, das heißt, aus der experimentellen Anordnung – dem „Tunnel“ – schienen die Teilchen herauszukommen, bevor sie hineingestrahlt wurden. Jedoch wurde bei diesen Experimenten eine sehr umstrittene Definition des Signalzeitpunktes verwendet.
Sollten Reisen in die Vergangenheit möglich sein, würde sich die Frage stellen, wie die Paradoxa vermieden werden, die sich in diesem Zusammenhang aus der Verletzung der Kausalität ergeben können, wie beispielsweise das Großvaterparadoxon. Als mögliche Antwort käme vor allem die Everettsche Vielwelten-Theorie in Frage. Danach wäre die Vergangenheit, in die man reist, in einer Parallelwelt angesiedelt. Der ursprüngliche Ablauf der Dinge und ein durch einen Eingriff in die Vergangenheit modifizierter Ablauf würden sich beide abspielen. Insbesondere wäre es für den Reisenden unmöglich, wieder in seine ursprüngliche Version der Gegenwart zurückzukehren, wohl aber in eine Parallelwelt, die dieser nahezu identisch wäre.
Gelegentlich werden, wenn von Reisen in die Vergangenheit die Rede ist, hypothetische überlichtschnelle Teilchen, sogenannte Tachyonen, ins Spiel gebracht. Könnte sich ein Teilchen mit Überlichtgeschwindigkeit von A nach B bewegen, so ließe sich immer ein Beobachter finden, für den die Bewegung von B nach A stattfände. Da die Beobachter die zeitliche Reihenfolge der Ereignisse A und B unterschiedlich beurteilen, bewegt sich für alle Beteiligten das Tachyon von der Vergangenheit in die Zukunft. Aus einer hypothetisch überlichtschnellen Bewegung die Möglichkeit einer Reise in die Vergangenheit abzuleiten, ist nicht möglich. Es existieren jedoch keine Belege für die Existenz von Tachyonen.
Eine Beobachtung der Vergangenheit ist möglich, wenn man mit einem Teleskop in das Weltall blickt, weil die Lichtgeschwindigkeit endlich ist. Hierbei handelt es sich aber nicht um eine Zeitreise im eigentlichen Sinne. Die Sonne sieht man, wie sie vor gut acht Minuten war. Die Beobachtung von Quasaren ermöglicht einen Blick in das Universum vor Milliarden Jahren.

## Zeitreisen in der Philosophie
In der Philosophie der Zeit werden zwei Fälle von Zeitreisen in die Vergangenheit unterschieden. Bei einer Ludovicianischen Zeitreise (englisch: Ludovician time travel) kann die Vergangenheit nicht verändert werden, während bei einer Nicht-Ludovicianischen Zeitreise (englisch: non-Ludovician time travel) eine Veränderung der Vergangenheit möglich ist.

## Zeitreisen in der Literatur und im Film

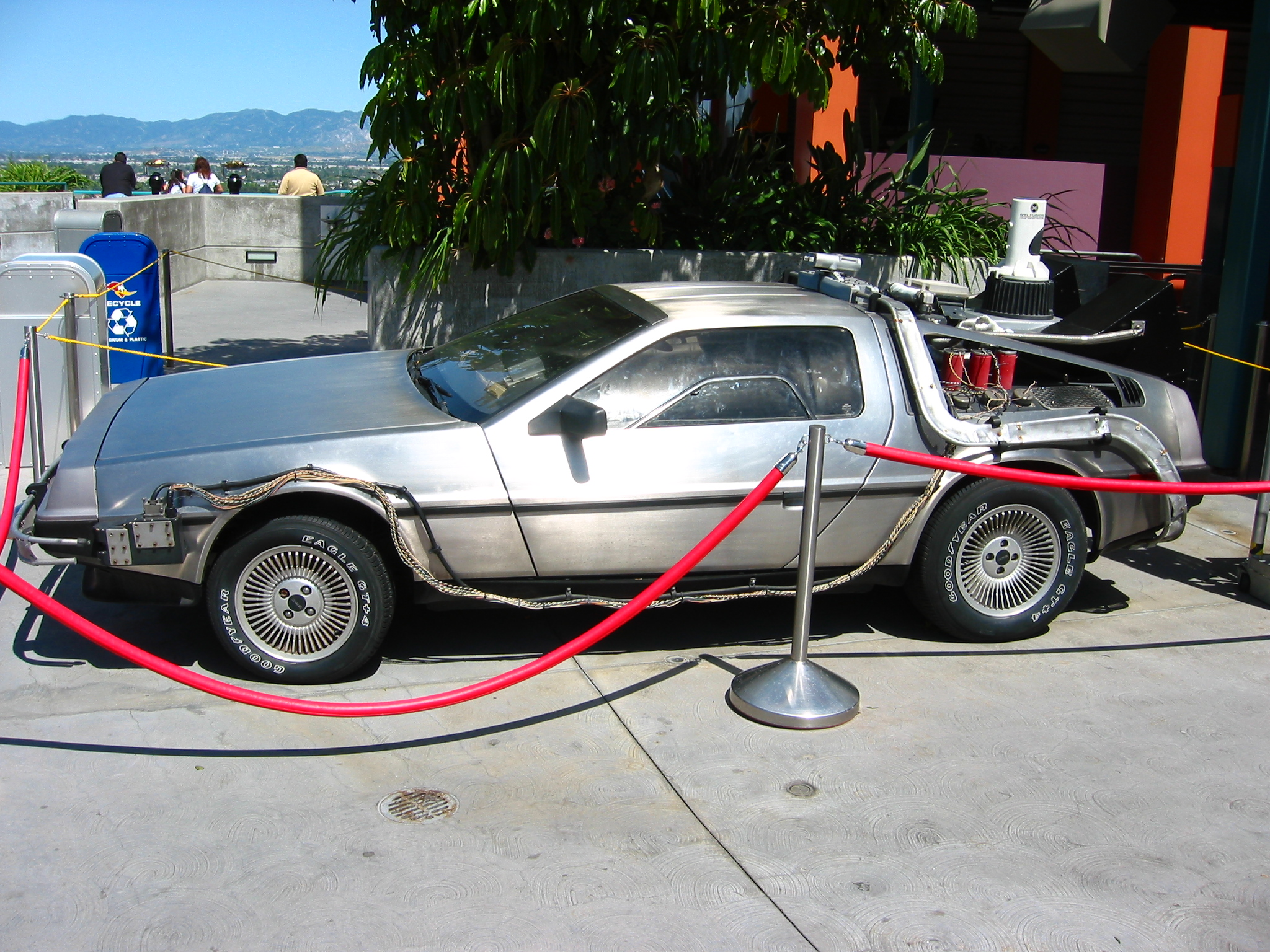
Zeitreisefahrzeug aus dem Kinofilm Zurück in die Zukunft: DeLorean DMC-12 mit eingebautem Fluxkompensator.

Zeitreisen sind ein alter Menschheitstraum und werden daher oft in Science-Fiction-Literatur und im Science-Fiction-Film thematisiert. Meist erfolgt dort eine Zeitreise mittels einer Zeitmaschine (so etwa in Zurück in die Zukunft), seltener mittels anderer Methoden, beispielsweise in der Highland-Saga von Diana Gabaldon per Gang durch einen Steinkreis oder aber durch Zauberei, wie in der Serie Charmed – Zauberhafte Hexen. Anders aber bei der Serie Zurück in die Vergangenheit, wo Dr. Samuel „Sam“ Beckett (gespielt von Scott Bakula), ein mit dem Nobelpreis ausgezeichneter Quantenphysiker und Erfinder des „Quantenbeschleunigers“, infolge eines gescheiterten Selbstversuchs unkontrolliert innerhalb seiner eigenen Lebenszeit durch die Zeit reist und dabei temporär die Identität verschiedener Menschen dieser Zeit annimmt und mit ihnen den Körper tauscht. In der Science-Fiction-Fernsehserie Star Trek ist die Zeitreise ein wiederkehrendes, beliebtes und sowohl methodologisch als auch narrativ variiertes Thema.
Insbesondere sind die Probleme im Zusammenhang mit der Kausalität bei Zeitreisen in die Vergangenheit ein beliebtes Thema der Science-Fiction-Literatur, etwa in den Romanen Schutzengel von Dean Koontz oder Geschichte machen von Stephen Fry.
Dabei wird gerne der Schmetterlingseffekt aus der Chaostheorie thematisiert. Das bedeutet, dass selbst kleinste Veränderungen in der Vergangenheit extreme Auswirkungen auf die weitere Entwicklung haben können (siehe z. B. Butterfly Effect oder Zurück in die Zukunft), die unter Umständen mit der Nicht-Existenz des Zeitreisenden enden. Gelöst wird dieses Problem nicht selten mit der überraschenden Pointe, dass die Zeitreise von Beginn an Teil der bekannten Vergangenheit war und durch die Zeitreise ein Kreis geschlossen wird. Dadurch wird wiederum die Annahme in Abrede gestellt, durch eine Zeitreise könne man die „Zeitlinie“ verändern oder gar zerstören.
Eine andere wiederkehrende Idee ist die der Zeitschleife, in welcher der Protagonist festsitzt. Das ist zum Beispiel in den Filmen 12:01, Retroactive oder Und täglich grüßt das Murmeltier, in Supernatural Staffel 3 Folge 11 („Und täglich grüßt …“) und der Animationsserie Steins;Gate der Fall.
Michael Crichton verwendet in seinem Buch Timeline die These, dass unterschiedliche Zeiten nur unterschiedliche Welten in der Viele-Welten-Interpretation sind. Eine Zeitreise erfolgt daher durch die Reise in eine Parallelwelt.
Eine ähnliche Interpretation findet sich in den Romanen Der letzte Tag der Schöpfung und Das Cusanus-Spiel von Wolfgang Jeschke, in denen Menschen in die Vergangenheit reisen und dadurch parallele, voneinander abweichende Zukünfte schaffen, aus denen verschiedene weitere Personen in die Vergangenheit reisen.
Das Problem der grammatikalischen Tempusbildung für Zeitreisende wird von Douglas Adams in seinem Roman Das Restaurant am Ende des Universums thematisiert.
Die Beschreibung einer Zeitreise in die Zukunft bietet dem Autor die Möglichkeit, Fehlentwicklungen und Gesellschaftskritik zugespitzt darzustellen. Davon hat unter anderem H. G. Wells 1895 in seinem Buch Die Zeitmaschine Gebrauch gemacht.
Im Stargate-Franchise (SG-1, SGA & SGU) wird häufig das Stargate in Verbindung mit Wurmlöchern, die durch genau zu diesem Zeitpunkt stattfindende Sonneneruptionen führen, als Mittel für Zeitreisen angegeben. Dabei sind Reisen in beide Richtungen, sowohl in die Zukunft als auch in die Vergangenheit, möglich.
In Fabian Lenks Kinderbuchreihe Die Zeitdetektive reisen drei Teenager und eine magische Katze mithilfe eines „Tempus“ genannten magischen Raumes durch die Zeit und klären Fälle in der Geschichte auf.
In Stephen Kings Roman Der Anschlag reist der Lehrer Jacob Epping aus der Jetzt-Zeit in die fünfziger Jahre mit Hilfe eines Zeitportals in einem Diner. Dort will er nach einigen Versuchen und deren Überprüfung in der Jetzt-Zeit (das Portal ist beiderseitig begehbar), das Attentat auf Kennedy verhindern. Die Besonderheit bei dieser Geschichte ist, dass die Zeitlinie sich bei jeder erneuten Reise in die Vergangenheit auf die ursprüngliche zurücksetzt und vom Protagonisten vorgenommene Änderungen wieder verschwinden. Auch führt das Portal zu immer genau demselben Ort und Zeitpunkt (zum 9. September 1958). Außerdem werden die Schwierigkeiten, denen Epping gegenübersteht, umso größer, je stärker er die Zeitlinie zu beeinflussen sucht. Die Zeit scheint sich zu wehren.
Die Fernsehserie Dark handelt von der fiktiven Stadt Winden, in der mehrere Stadtbewohner aufgrund unterschiedlicher Motive Zeitreisen unternehmen. Kinder verschwinden und tauchen (teilweise tot) in einem anderen Jahrzehnt wieder auf. Die Serie thematisiert freien Willen und Schicksal im Kontext einer Zeitschleife und der Viele-Welten-Theorie.

## Verschwörungstheorien
Immer wieder gibt es Pressemeldungen über Fotos und andere reale Belege von vermeintlichen Zeitreisenden, die sich jedoch oftmals auch anders erklären lassen, aber gern für Verschwörungstheorien genutzt werden. Im Jahr 2019 erregte etwa ein Foto Aufsehen, das ein Mädchen, das der Umweltaktivistin Greta Thunberg täuschend ähnlich sieht, auf einem Foto aus dem Jahr 1898 zeigt.